# Kanumarathon-Weltmeisterschaften 2010
Die 18. Kanumarathon-Weltmeisterschaften fanden vom 24. bis 25. September 2010 im spanischen Banyoles statt. Der austragende Verband war die ICF.
Die Länge der Strecke betrug 25,6 km, beim Männer-Kajak 29,7 km.
Es wurden vier Wettbewerbe für Männer und zwei Wettbewerbe für Frauen ausgetragen.

## Medaillengewinner

### Herren

#### Canadier
| Disziplin | Gold                            | Zeit          | Silber                               | Zeit          | Bronze                           | Zeit          |
| --------- | ------------------------------- | ------------- | ------------------------------------ | ------------- | -------------------------------- | ------------- |
| C1        | Portugal Nuno Barros            | 2:07:13,590 h | Spanien Manuel Antonio Campos        | 2:07:30,530 h | Deutschland Matthias Ebhardt     | 2:07:45,630 h |
| C2        | Spanien Oscar Grana Ramon Ferro | 1:58:16,820 h | Spanien Ángel Rivademar Diego Romero | 1:58:28,200 h | Ungarn Attila Györe Marton Kover | 1:59:24,550 h |

#### Kajak
| Disziplin | Gold                                   | Zeit          | Silber                                | Zeit          | Bronze                                | Zeit          |
| --------- | -------------------------------------- | ------------- | ------------------------------------- | ------------- | ------------------------------------- | ------------- |
| K1        | Vereinigtes Königreich Benjamin Brown  | 2:13:48,032 h | Spanien Manuel Busto                  | 2:13:50,030 h | Südafrika Jenkins Leonard             | 2:13:56,270 h |
| K2        | Spanien Walter Bouzan Álvaro Fernández | 2:06:52,170 h | Spanien Jorge Alonso Albert Corominas | 2:06:53,370 h | Tschechien Jakub Adam Michael Odvarko | 2:06:54,270 h |

### Damen

#### Kajak
| Disziplin | Gold                               | Zeit          | Silber                                       | Zeit          | Bronze                               | Zeit          |
| --------- | ---------------------------------- | ------------- | -------------------------------------------- | ------------- | ------------------------------------ | ------------- |
| K1        | Ungarn Renáta Csay                 | 2:07:14,380 h | Tschechien Anna Adamova                      | 2:07:41,620 h | Deutschland Frederike Leue           | 2:07:46,780 h |
| K2        | Ungarn Renáta Csay Berenike Faldum | 1:57:30,070 h | Dänemark Jeanette Lovborg Birgit Pontoppidan | 1:57:52,560 h | Norwegen Lisa Sheriff Agnes Brun-Lie | 1:59:11,830 h |

## Medaillenspiegel
| Rang   | Nation                 | Gold | Silber | Bronze | Gesamt |
| ------ | ---------------------- | ---- | ------ | ------ | ------ |
| 1      | Spanien                | 2    | 4      | 0      | 6      |
| 2      | Ungarn                 | 2    | 0      | 1      | 3      |
| 3      | Portugal               | 1    | 0      | 0      | 1      |
| 3      | Vereinigtes Königreich | 1    | 0      | 0      | 1      |
| 5      | Tschechien             | 0    | 1      | 1      | 2      |
| 6      | Dänemark               | 0    | 1      | 0      | 1      |
| 7      | Deutschland            | 0    | 0      | 2      | 2      |
| 8      | Südafrika              | 0    | 0      | 1      | 1      |
| 8      | Norwegen               | 0    | 0      | 1      | 1      |
| Gesamt | Gesamt                 | 6    | 6      | 6      | 18     |